# Kondó
Kondó là một thị trấn thuộc hạt Borsod-Abaúj-Zemplén, Hungary. Thị trấn này có diện tích 19,63 km², dân số năm 2010 là 611 người, mật độ 31 người/km².